# Can Corbera (Arenys de Munt)
Can Corbera és una obra amb elements gòtics d'Arenys de Munt (Maresme) protegida com a Bé Cultural d'Interès Local.

## Descripció
Edifici de planta baixa i pis, amb unes golfes al costat. La porta d'entrada és de pedra, amb una llinda de fusta. Ha estat reformada, i malmesa la seva estructura primària. Hi ha però un interessant finestral de pedra de finals del segle xvi d'estil gòtic tardà. Actualment no fa la funció de finestra, sinó d'element decoratiu.

## Història
Sembla que aquest edifici estava per sota del nivell que ocupa actualment. A la façana es pot veure entre la planta baixa i el primer pis una petita cornisa. Aquí era on acabava la primitiva casa, però amb els anys el nivell ha estat modificat. El finestral gòtic era de la primitiva casa i estava col·locat a la façana, actualment en un lloc que no li correspon.